# Auguste Renoir
Pierre-Auguste Renoir, známější pouze jako Auguste Renoir (25. února 1841, Limoges, Francie – 3. prosince 1919, Cagnes-sur-Mer, Provence-Alpes-Côte d'Azur, Francie), byl francouzský impresionistický malíř. Jeho obrazy vyjadřují radost ze života, dokázal zachytit půvab a smyslnou krásu žen i optimistickou atmosféru pařížských ulic a kaváren. V pozdějším věku se zabýval také sochařstvím a grafikou.

## Život

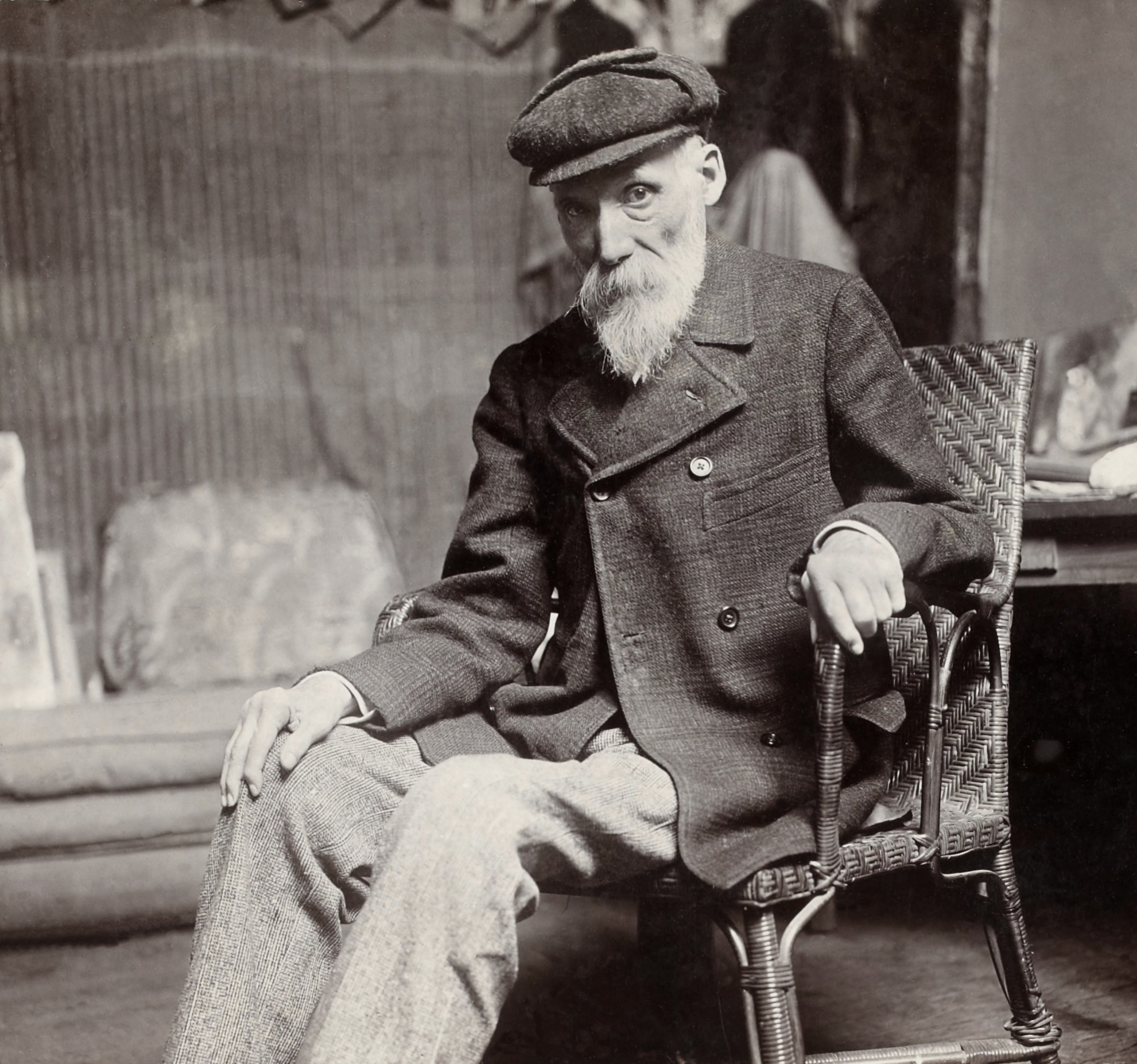
Pierre-Auguste Renoir, ca 1910

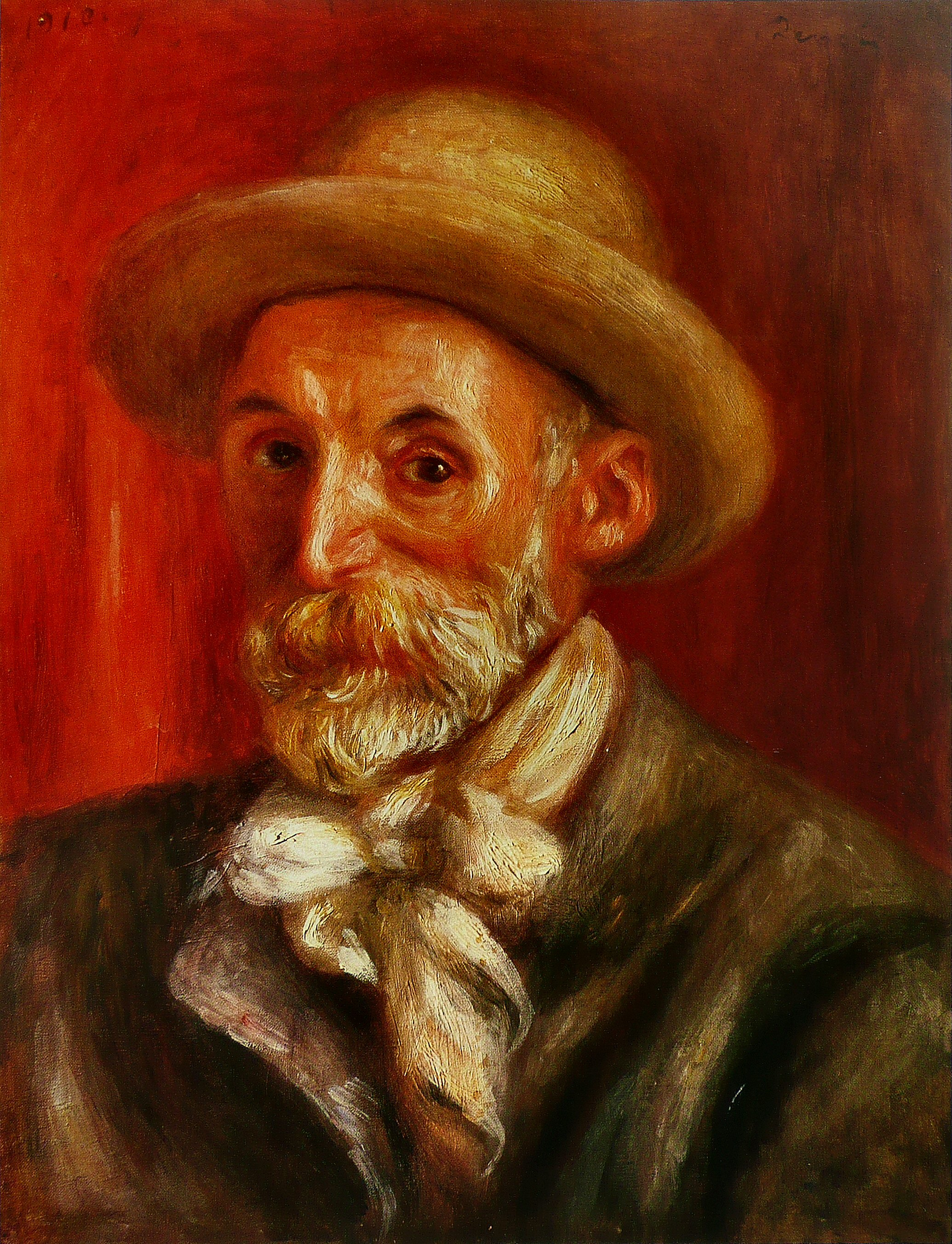
Autoportrét z roku 1910

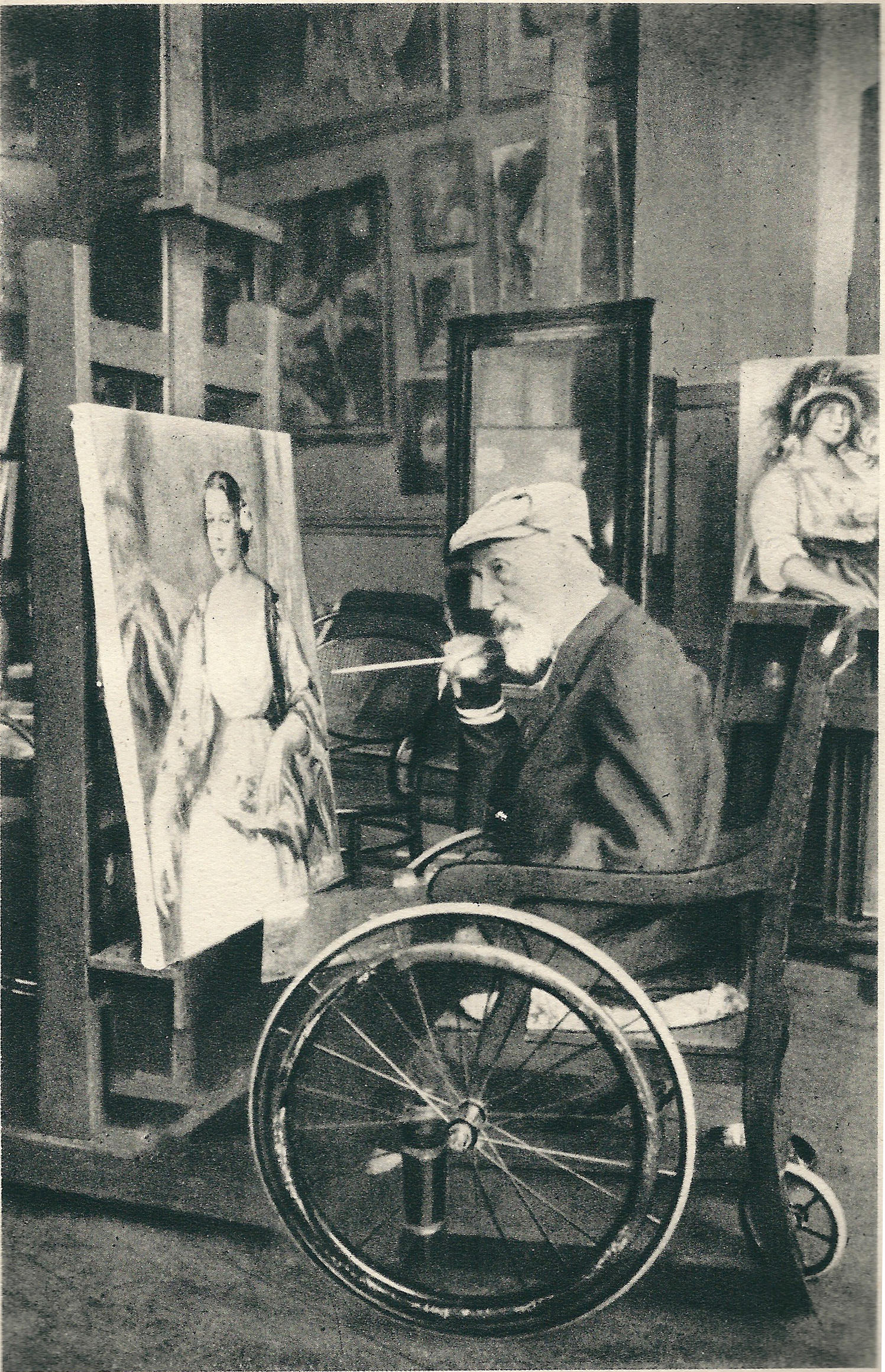
Auguste Renoir (1914)

Narodil se 25. února 1841 v Limoges, ale už v roce 1844 se rodina přestěhovala do Paříže. Protože jeho otec byl krejčí, jehož plat nemohl uživit početnou rodinu, musel se už jako malý kluk poohlížet po práci. Ve třinácti letech začal pracovat jako malíř porcelánu v jedné pařížské továrně. Už zde byl rozeznán jeho talent. Brzy ho vybrali, aby maloval na porcelán vlastní motivy, ale v té době se začal porcelán malovat mechanicky a tak si musel hledat práci jinde. Stal se malířem nástěnných dekorací, vějířů a závěsů.

### Přátelství s impresionisty
V roce 1862 si konečně mohl dovolit začít studovat na umělecké škole École des Beaux-Arts v Paříži. Během studií často navštěvoval Louvre a tak se seznámil s dílem Antoina Watteaua, Jeana Fragonarda a Françoise Bouchera. Zde také zkoušel malovat stylem Petra Paula Rubense. V dílně učitele Charlese Gleyra poznal přátele, kteří měli podobné umělecké ideje. Alfreda Sisleyho, Frédérica Bazillea a Claudea Moneta také portrétoval.
Po uzavření ateliéru se tito přátelé spolu v roce 1863 vydali do Fontainebleau, kde spolu začali malovat v přírodě. Pro Renoira byla důležitá lidská postava, kterou se snažil přirozeně propojit s krajinou nebo interiérem. Ovlivněn mnoha umělci a jejich styly, namaloval v roce 1864 obraz Esmeralda, který byl inspirovaný Zvoníkem u Matky Boží Viktora Huga. Obraz malovaný klasickým stylem byl přijat do Salonu a měl úspěch, ale Renoirovi se zdál příliš tmavý a zničil ho. V období mezi lety 1865–1870 často neměl ani na barvy. Pobýval v té době poblíž lesa ve Fontainebleau v přízni rodiny Le Coeur, která ho štědře finančně podporovala, a která mu dávala střechu nad hlavou, o kterou záhy přišel po aféře s dcerou pana Le Coeur Marií. Scénická příroda ho inspirovala k obrazu Diana, který byl vědomým následováním Gustava Courbeta a jeho špachtlovité techniky. Se ztrátou svého oblíbeného objektu, přírody okolo Fontainebleau, se změnil i obsah jeho obrazů. Začal malovat portréty.
Důležitým modelem pro něj v této době byla jeho milenka Lise Tréhotová, která pózovala pro obraz Lise se slunečníkem (1867). Byl vystaven na Salonu v roce 1868 a vyvolal nadšené komentáře mladého kritika Émila Zoly. Z jeho románku s Lise Tréhotovou se narodily dvě děti: syn Pierre (1868––1930) a dcera Jeanne Marguerite (1870–1934).
V zimě roku 1867 bydlel v ateliéru svého přítele Bazilla a u dalších přátel, které portrétoval na obrazech, např.: Bazille před malířským stojanem, Lise se slunečníkem, Manželé Sisleyovi. V létě o rok později spolupracoval s Monetem na ostrově Croissy-sur-Seine, kde navštěvovali restauraci La Grenouilliere a společně se tam snažili zachytit chvilkové světelné okamžiky. Obraz La Grenouillère(1869) je jen jedním z řady obrazů které, prozářeny světlem, odrážejí atmosféru jejich oblíbeného místa, kde se setkávala pařížská společnost. Odlesky světla na vodě. Chvějivý rozehřátý vzduch. Chladné stíny. To vše dokázal několika spěšnými tahy nezapomenutelně vtisknout do tohoto obrazu. Od té doby začalo Renoirovo impresionistické období. 
Po vojenské službě během prusko-francouzské války se v roce 1871 vrátil zpět do Paříže a jal se portrétovat rušné promenády (Le Pont Neuf, 1872). Díky známosti s renomovaným uměleckým obchodníkem Durand-Ruelem si mohl zařídit velký ateliér, neboť jmenovaný odkoupil mnoho jeho obrazů.  V létě 1873 a 1874 znovu maloval s Monetem na venkově, tentokrát v Argenteuil. Na rozdíl od Moneta a dalších impresionistů však Renoira přitahovala především lidská postava. Rád zpodoboval lidi v krajině a různé žánrové scény. Zabýval se možnostmi vyjádření účinku světla a přitom uplatňoval impresionistickou barevnost. V této době si začal pěstovat svůj vlastní osobitý styl, za který byl mnohými odsuzován, a v němž vytvořil množství velkých děl. Na první výstavě impresionistů v roce 1874, která však skončila neúspěchem, představil sedm obrazů, například Tanečnice, Lóže a Pařížanka. Z finančních problémů Renoirovi pomohli zámožní příznivci impresionistů a sběratelé jako Gustav Caillebot, manželé Charpentierovi, Victor Choquet, Jean Dollfus.  Jejich prostřednictvím získával zakázky na portréty, kterými si spíše vydělával, než aby se na nich snažil vytvořit něco nového (Madame Charpentierová a její děti, Victor Choquet, Jeanne Samaryová). Přesto v tomto období vytvořil řadu mistrovských děl: Zábava v Moulin de la Galette, Houpačka, Tanec v Bougivalu, Snídaně v zahradě, Veslaři z Chatou a Snídaně veslařů.  V roce 1877 se zúčastnil další impresionistické výstavy, zároveň však nabízel svá díla i do oficiálního Salónu. V létě roku 1879 měl Renoir svou první samostatnou výstavu v galerii paní Charpentierové. 
V roce 1881 odcestoval do Alžíru, do země, kterou si spojoval s Eugènem Delacroixem. Poté do Madridu, aby zhlédl práci Diega Velázqueze. Následně se vydal do Itálie prozkoumat detaily Tizianových mistrovských děl a Raffaelovy malby v Římě. Doplul také na Sicílii, kde se setkal s Richardem Wagnerem, jemuž během pouhých pětatřiceti minut namaloval portrét. 

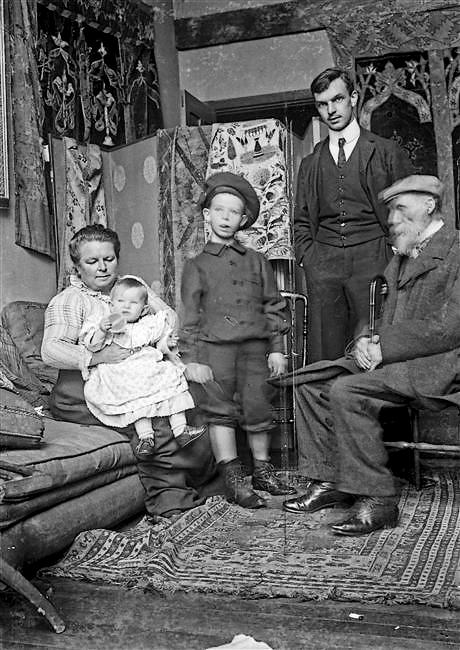
Renoir s manželkou Aline a syny Claudem, Jeanem a Pierrem (rok 1902)

### Odklon od impresionismu
Po návratu z Itálie a Alžíru se dostal do umělecké krize, způsobené dojmy z cest, při kterých hledal nový styl a inspiraci. Odklonil se od impresionismu a zaměřil se na kresbu, tvar a kompozici. Jedním z hlavních motivů v jeho díle se stal ženský akt. Následoval vzor Augusta Dominiqua Ingrese a vytvořil tak obrazy Deštníky, Dvě koupající se ženy a Velké koupání, které silně pracují s konturami. Odezva ze strany kritiky, obchodníků i přátel-impresionistů byla rozpačitá a Renoir byl vyzýván, aby se této nové cesty vzdal. 
Nadále ztvárňoval přírodu a věnoval se krajinomalbě. Na jeden měsíc v roce 1883 odjel na ostrov Guernsey, kde namaloval na patnáct obrazů. Mezi nimiž vyčnívají Moulin Huet, Zátoka v Saint Martin, Guersney. Proměnlivá příroda od zátok a útesů, přes ostrovy, pláže, lesy a křoviny až po hory mu byly vděčným tématem. 
V dubnu 1890 se oženil se svou modelkou Aline Victorine Charigotovou, se kterou udržoval blízký vztah už od roku 1881 a měli spolu syna Pierra (1885–1952), který byl známým divadelním a filmovým hercem. Druhý syn Jean (1894–1979), se později stal filmovým režisérem a třetí syn Claude (1901–1969) byl keramik. Často s rodinou pobýval  ve vesnici Essoyes v regionu Champagne, odkud pocházela jeho manželka. V roce 1896 tam koupil dům, který se stal i Renoirovým ateliérem.  Soustředil svou malbu na témata obyčejného lidského života. Zejména portrétoval své děti a jejich pečovatelku Gabriellu Renardovou (Dívky u piána, Akt ozářený sluncem, Gabrielle v rozhalené blúze, Mateřství). Vrátil se k volnějšímu stylu svého impresionistického období, používal průzračné lazurní nátěry. Obohatila se jeho barevná paleta.

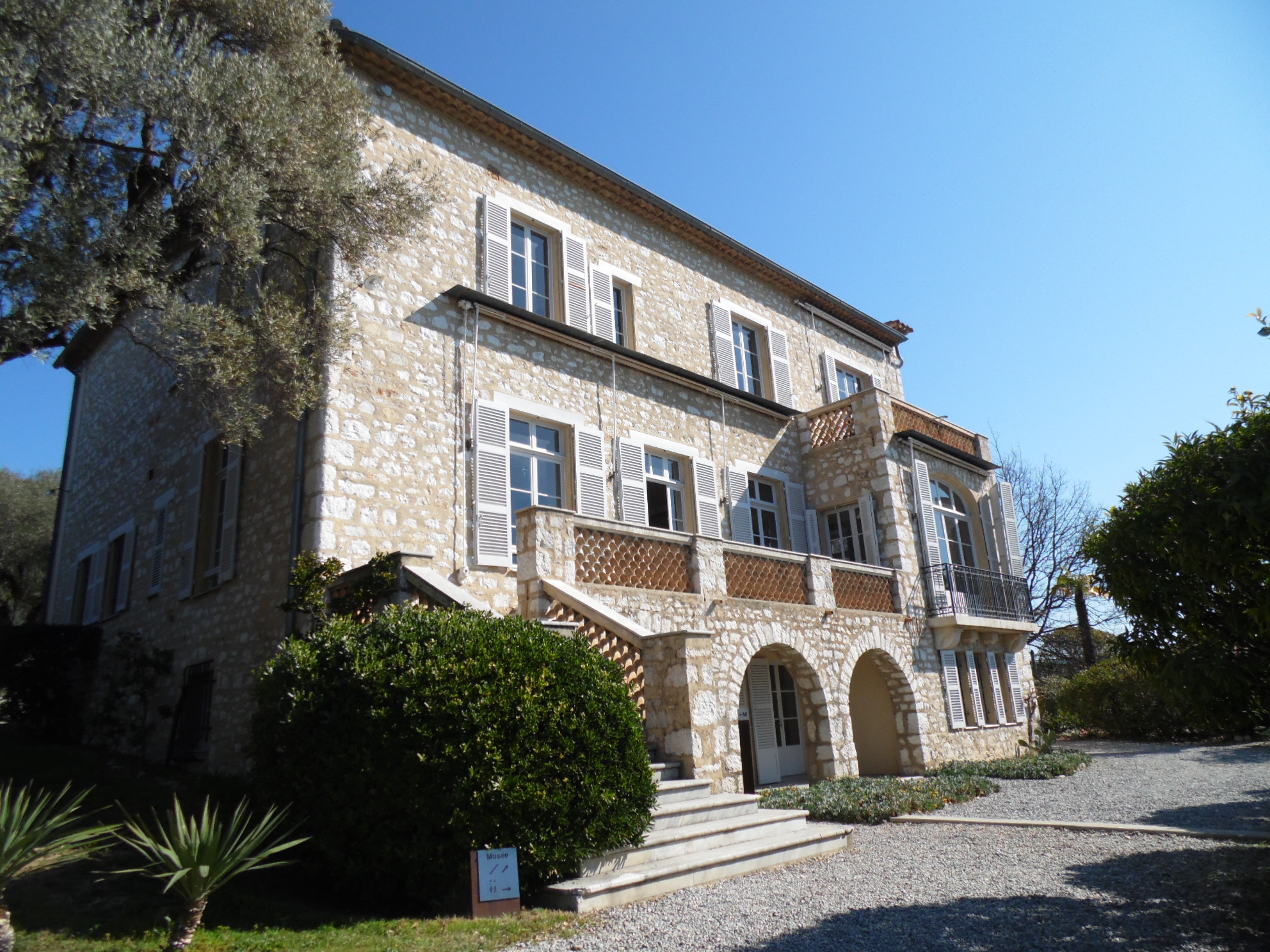

V roce 1892 uspořádal Durand-Ruel Renoirovu soubornou výstavu, která byla velmi úspěšná. V roce 1900 byl vyznamenán Řádem čestné legie. V roce 1903 se s rodinou přestěhoval do Cagnes-sur-Mer blízko Nice, protože zdejší podnebí bylo příznivější pro jeho zdraví. Od roku 1893 trpěl revmatoidní artritidou, která způsobovala jeho celkové ochromování. V roce 1907 tam koupil dům, kde měl ateliér a v němž je v současné době Renoirovo muzeum. Díla tohoto období jsou především portréty, akty, zátiší a mytologické výjevy. S tím jak postupovala choroba, připoután k vozíku, nebyl už schopen malovat na klasická plátna. Paletu neudržel v ruce a měl ji položenou na kolenou, štětec si nechával přivazovat k prstům.  V pozdější fázi života se tedy věnoval sochařství, ale kvůli své nemoci své návrhy nikdy osobně nerealizoval (Venuše vítězná, Paridův soud). Jedinou sochu vytvořil vlastnoručně a to bustu svého nejmladšího syna Clauda (1908). Od roku 1913 se zabýval také grafikou, lepty a litografiemi.
Na sklonku svého života v roce 1919 navštívil naposledy Louvre, kde byl vystaven jeho obraz Paní Charpentierová a její děti. Zemřel 3. prosince 1919 ve vesničce Cagnes-sur-Mer. Je pochován na hřbitově v Essoyes, v departementu Aube společně s manželkou i třemi syny.

## Výběr z díla
- Váza s květinami, 1866
- Šijící Lise, 1866
- Portrét Bazilla, 1867
- Diana, 1867
- Alfred Sisley, 1868
- Lisa s deštníkem, 1867
- La Grenouillére, 1869
- Koupající se žena se psem, 1870
- Lóže, 1874
- Tanečnice, 1874
- Pařížanka, 1874
- Jaro, 1876
- Pont-Neuf, 1877
- Poprvé v divadle, 1876
- Portrét Victora Chocqueta, 1876
- Autoportrét, 1875
- Portrét Clauda Moneta, 1875
- Čtenářka, 1878
- Akt ozářený sluncem, 1875
- Deštníky, 1883
- Velké koupání, 1885–1887

Zábava v Moulin de la Galette (1876)

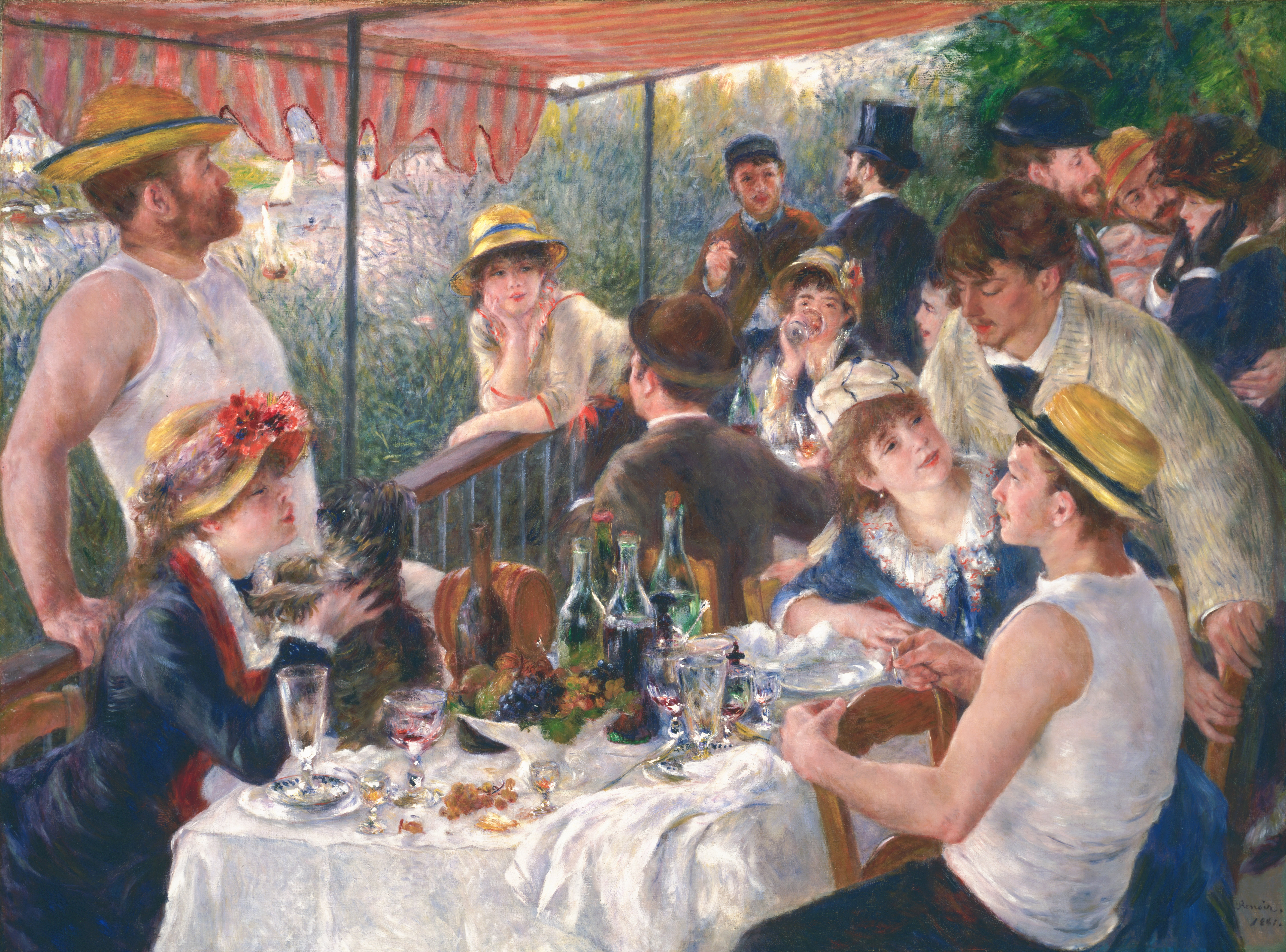
Snídaně veslařů (1880–1881)

- Dcery Catulla Mendese u piana, 1888
- Mladá koupající se, 1892
- Malé dívky u moře, 1894
- Gabrielle před zrcadlem, 1913
- Koupající se, 1918–1919

## Galerie

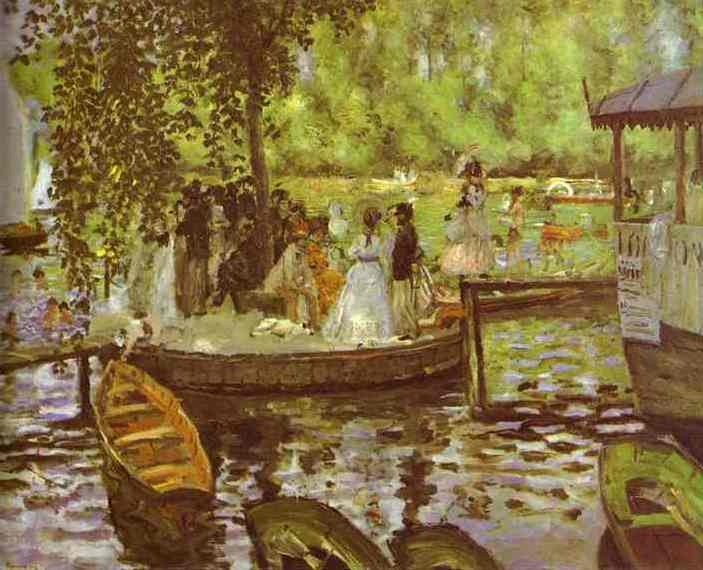
La Grenouillère
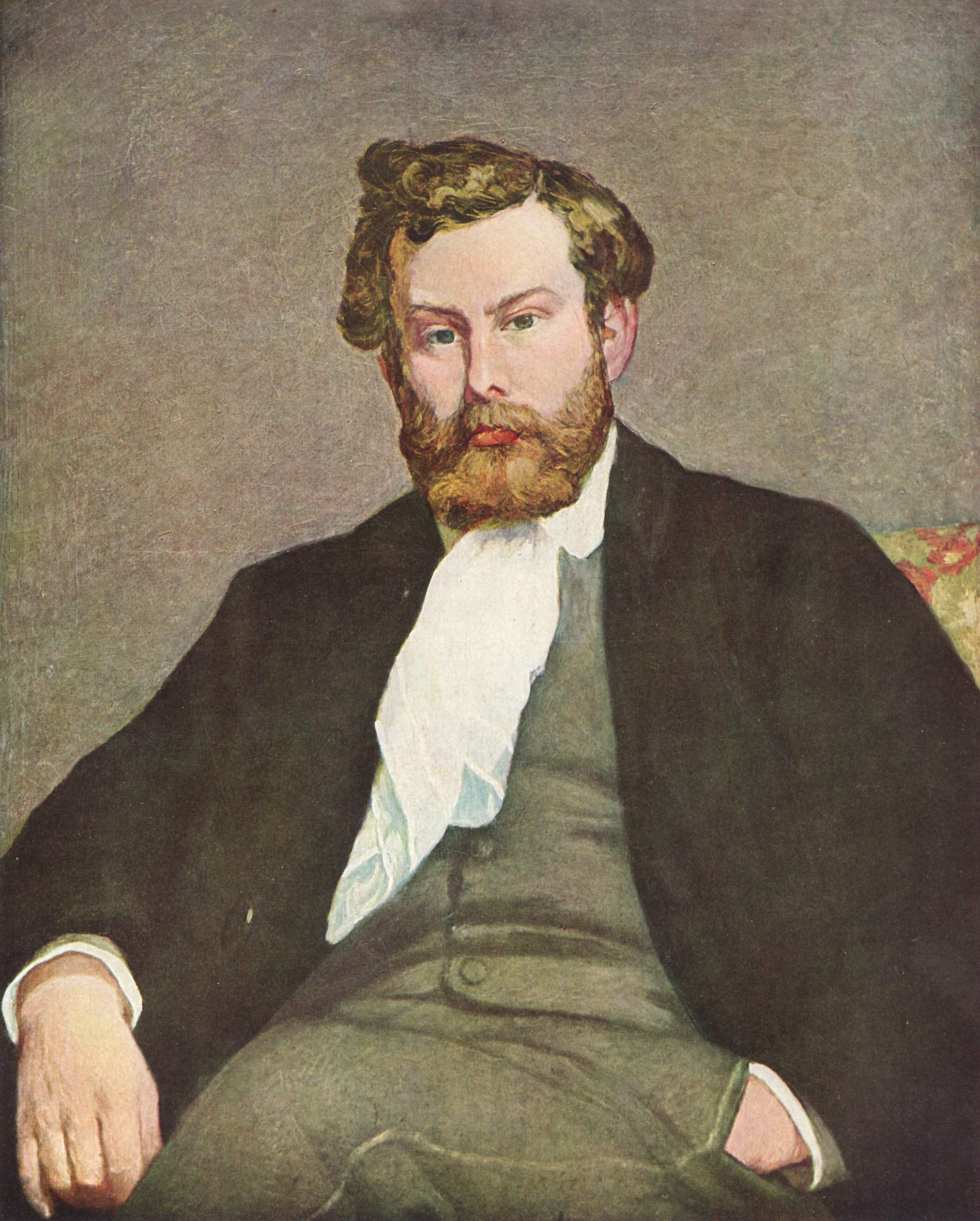
Portrét Alfréda Sisleye
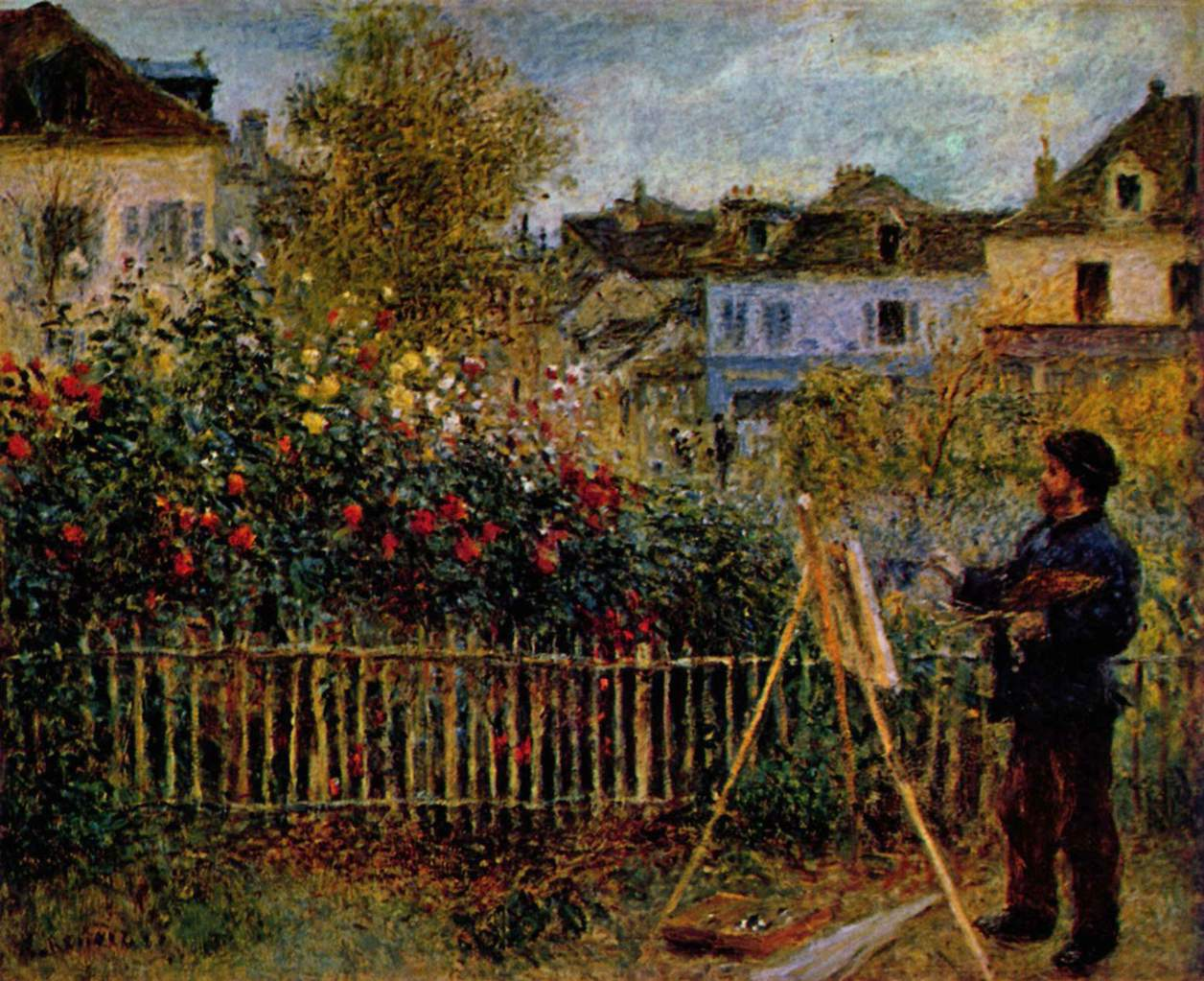
Claude Monet maluje svou zahradu v Argenteuil
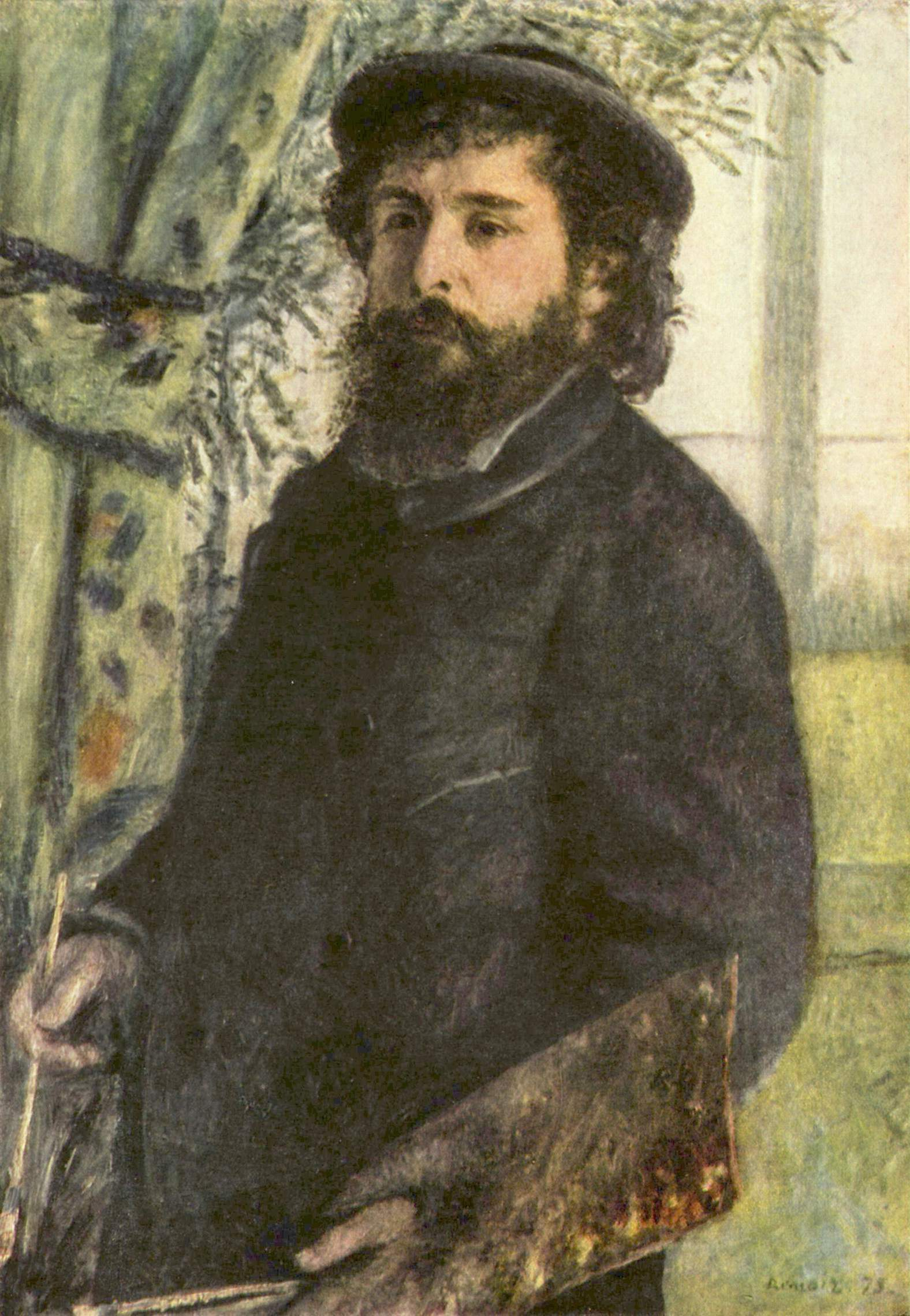
Portrét Clauda Moneta
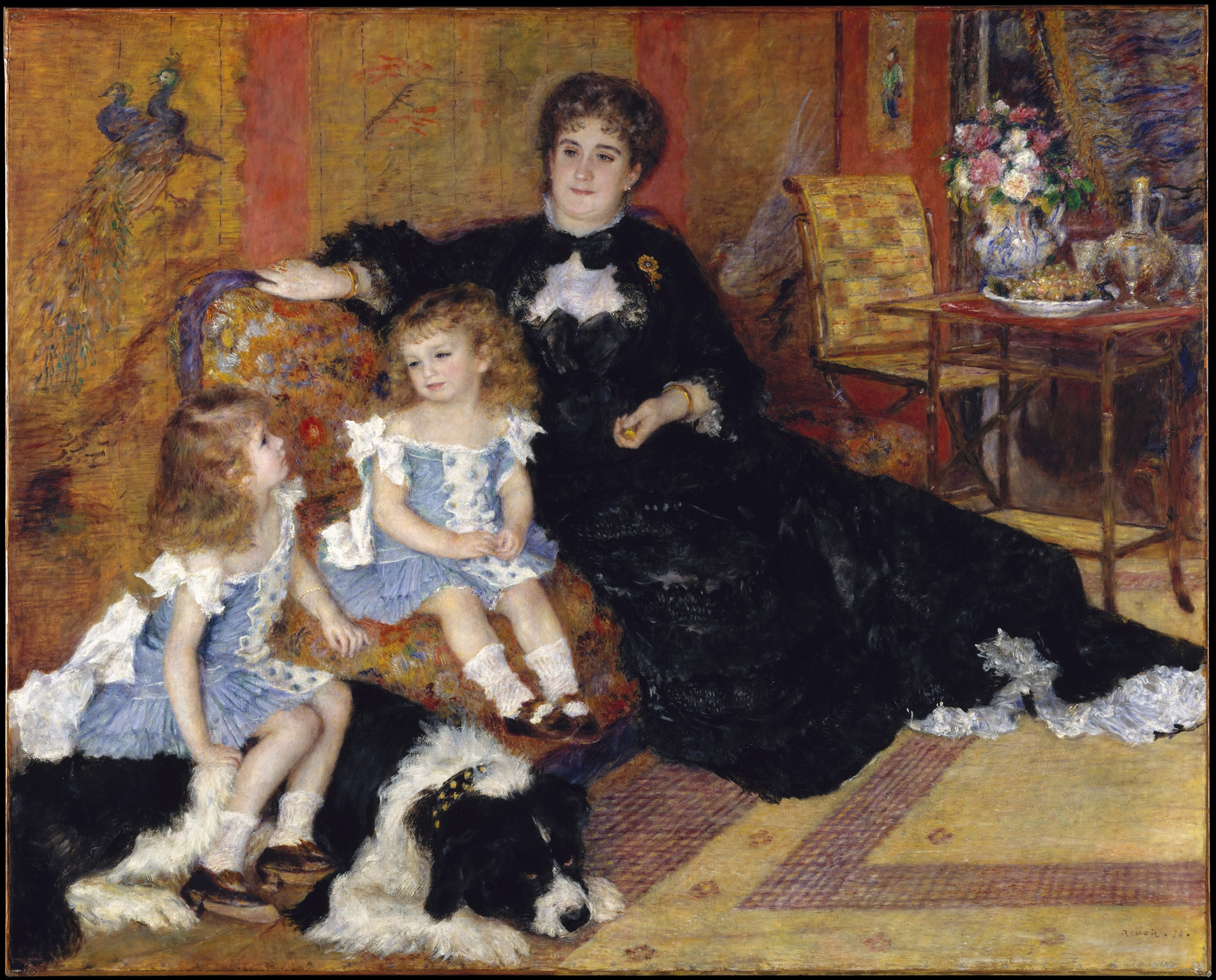
Paní Charpentierová a její děti
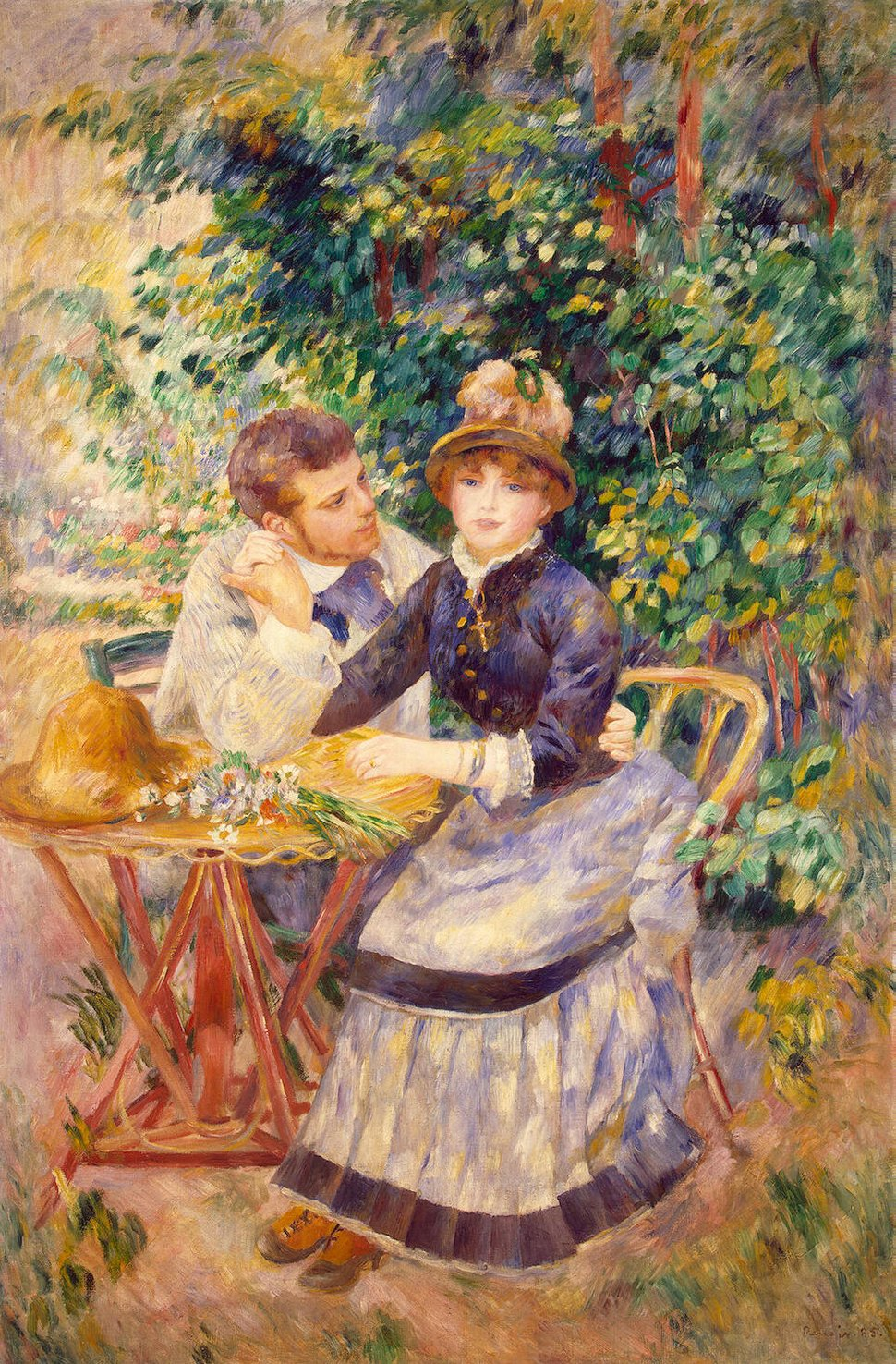
V zahradě
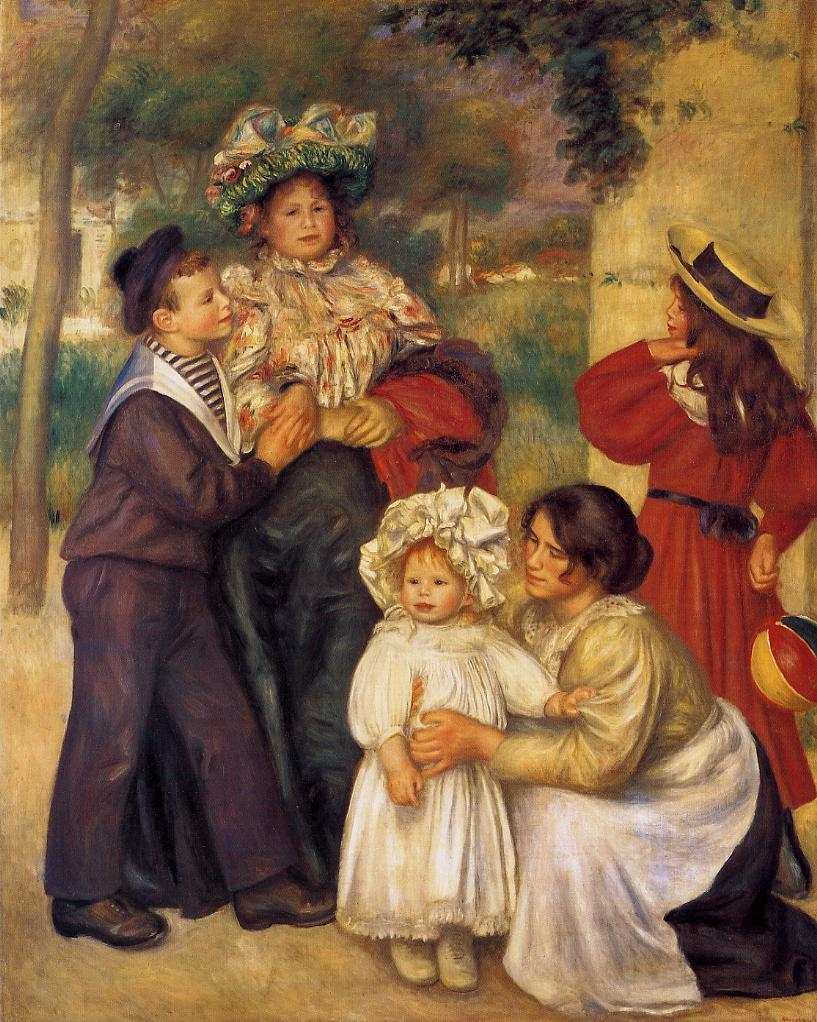
Malířova rodina
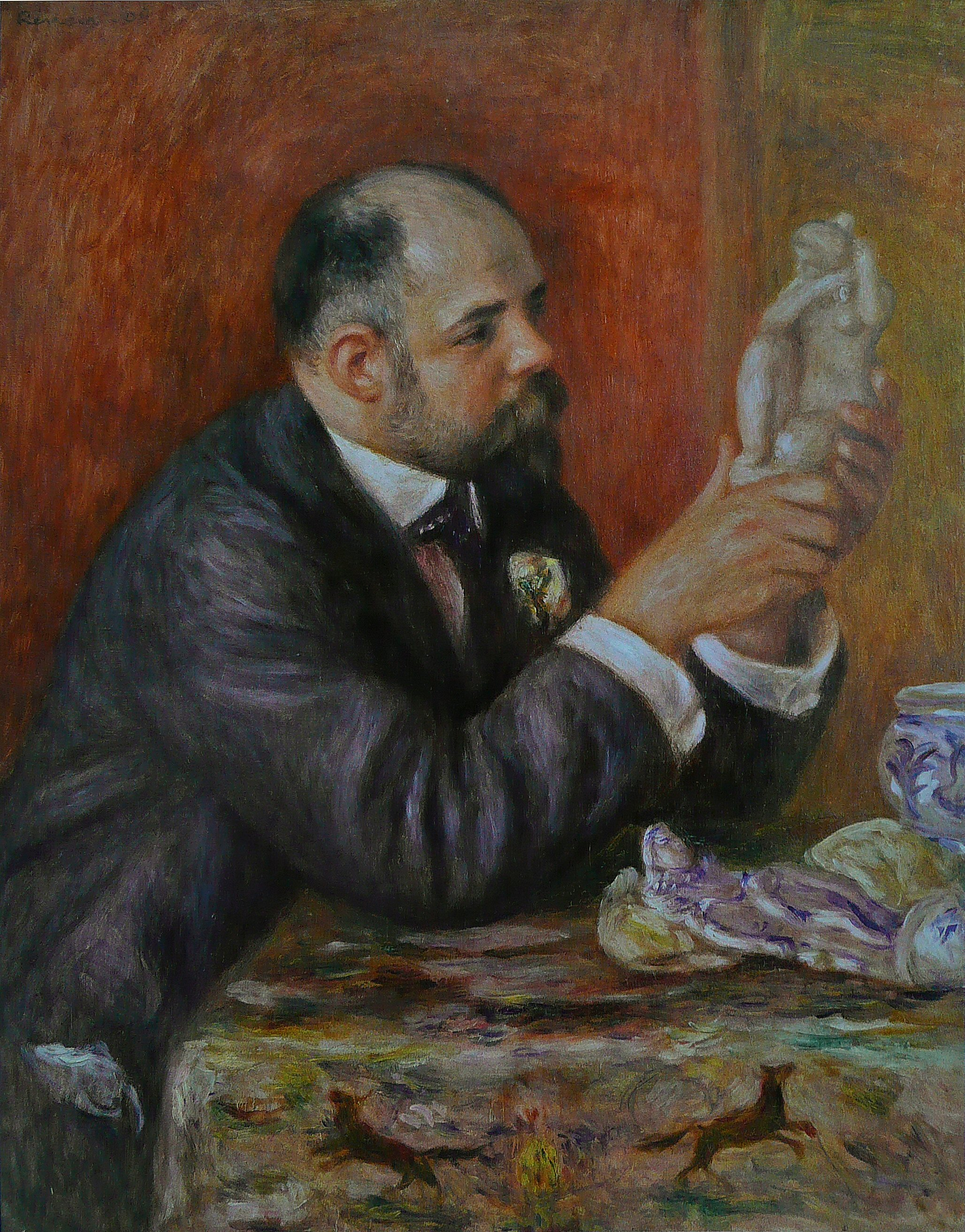
Portrét Ambroise Vollarda
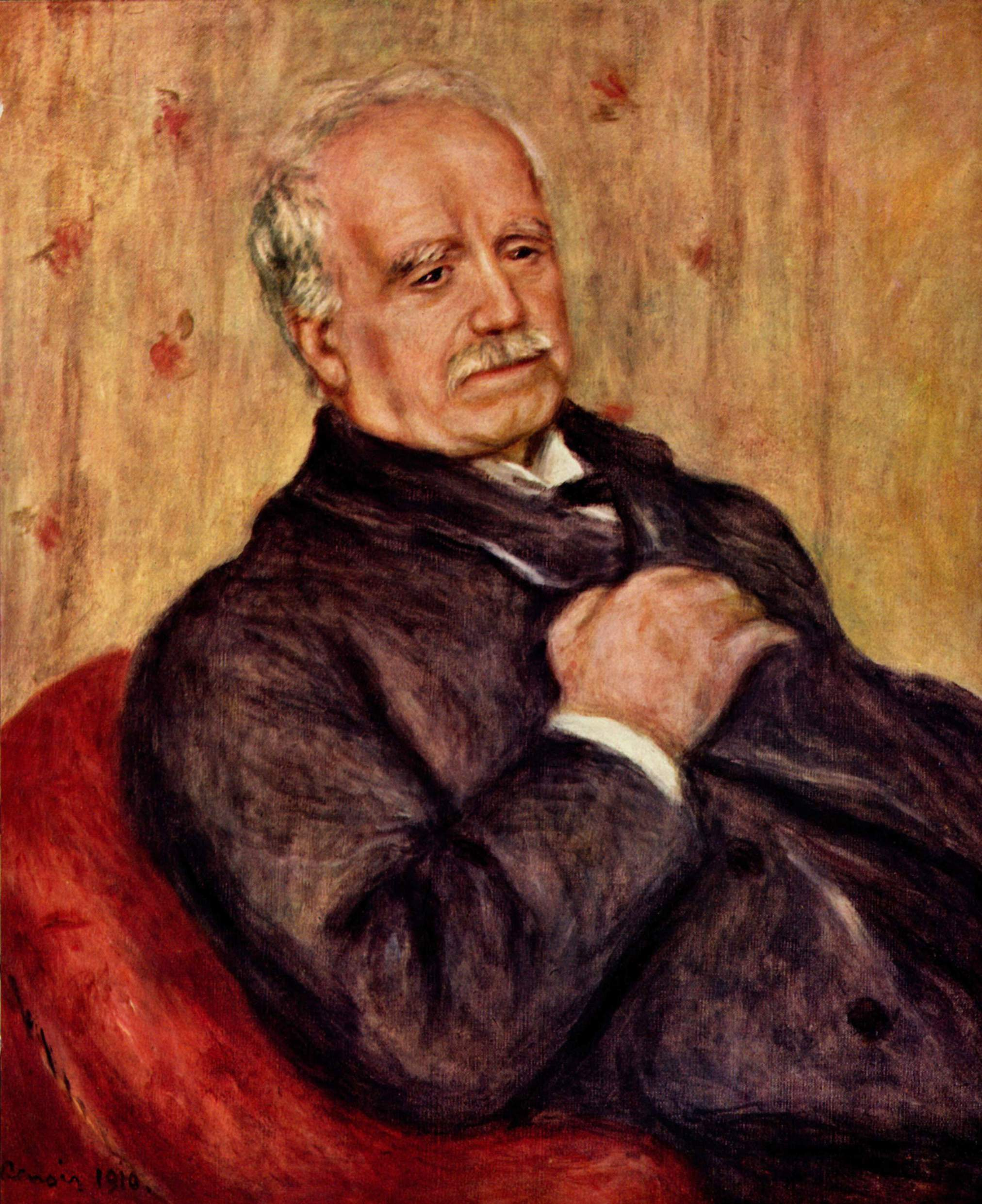
Portrét Paula Duranda-Ruela
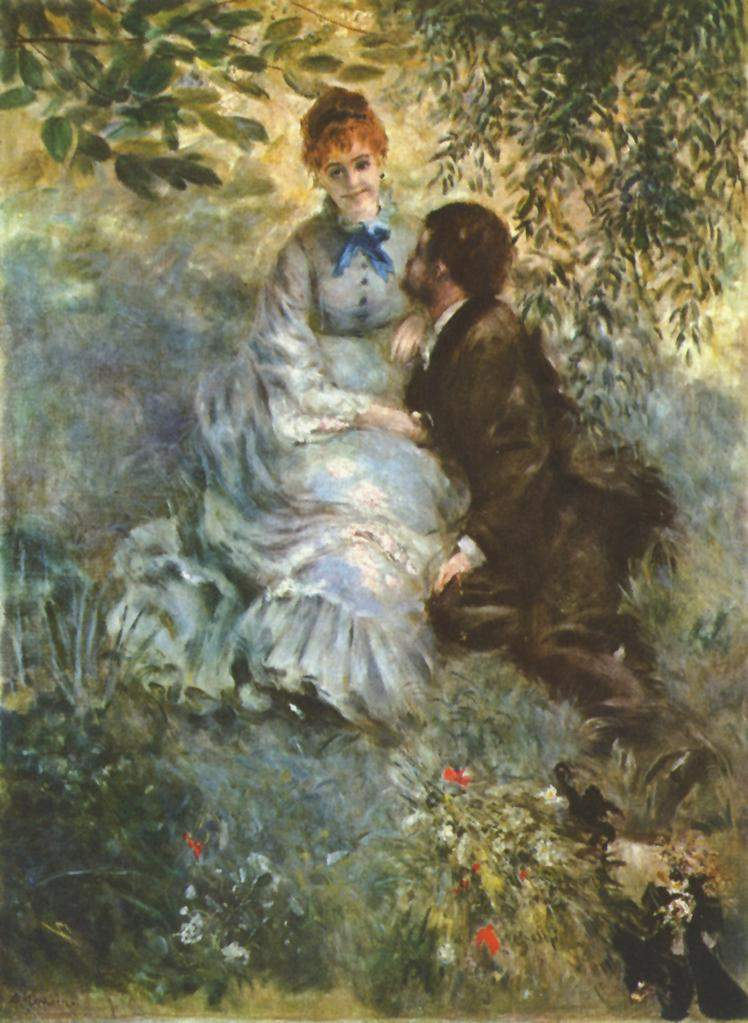
Milenci
Lovkyně Diana
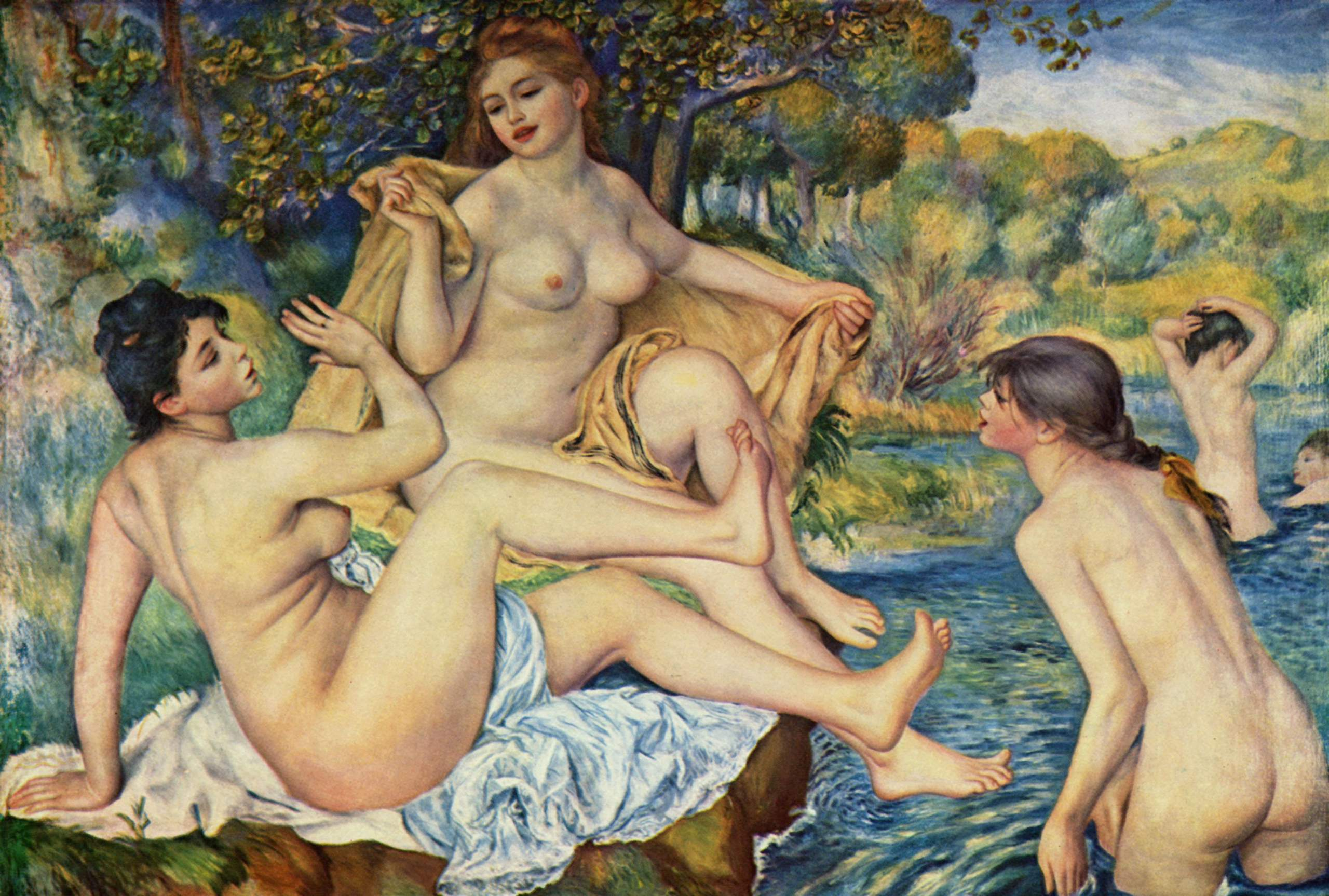
Velké koupání
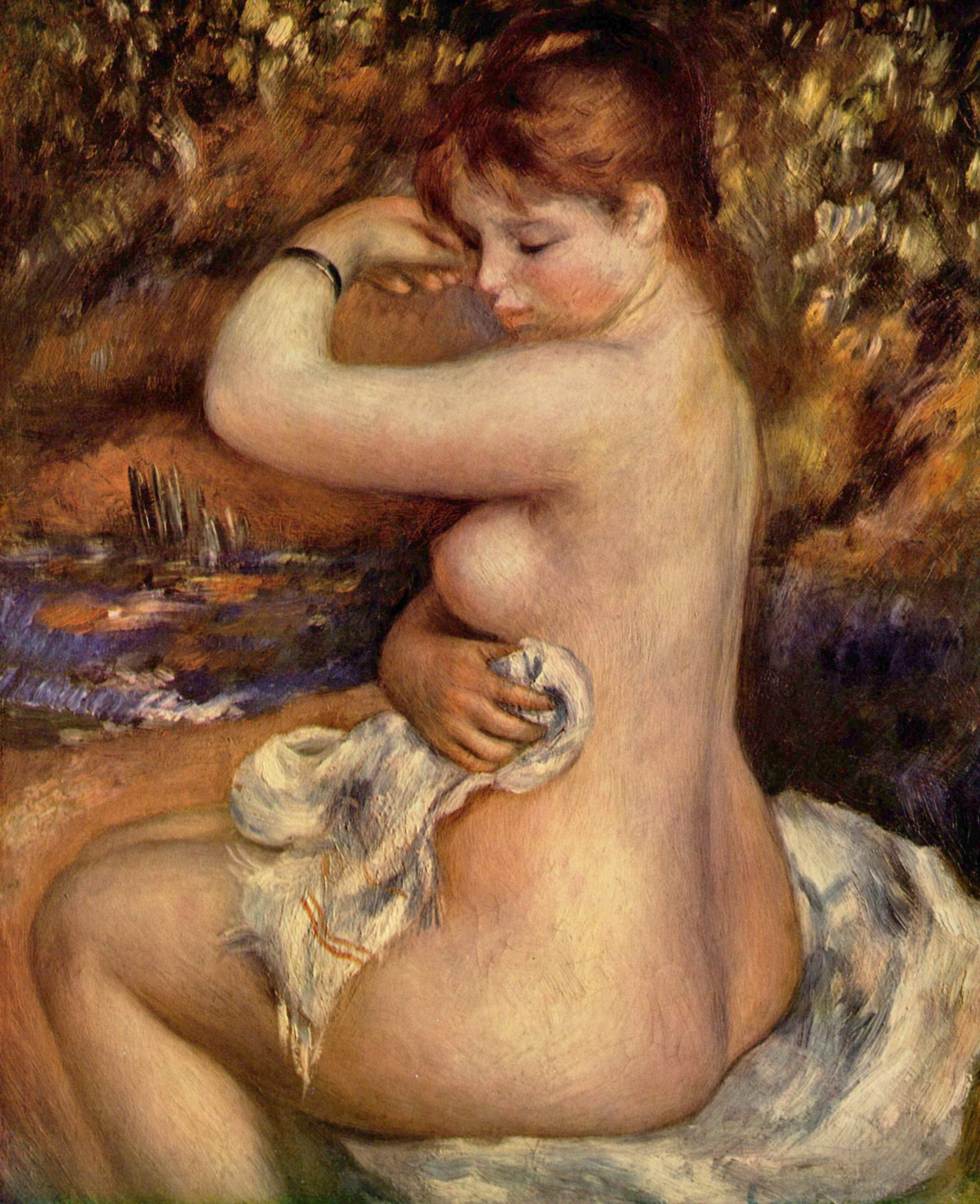
Po koupeli
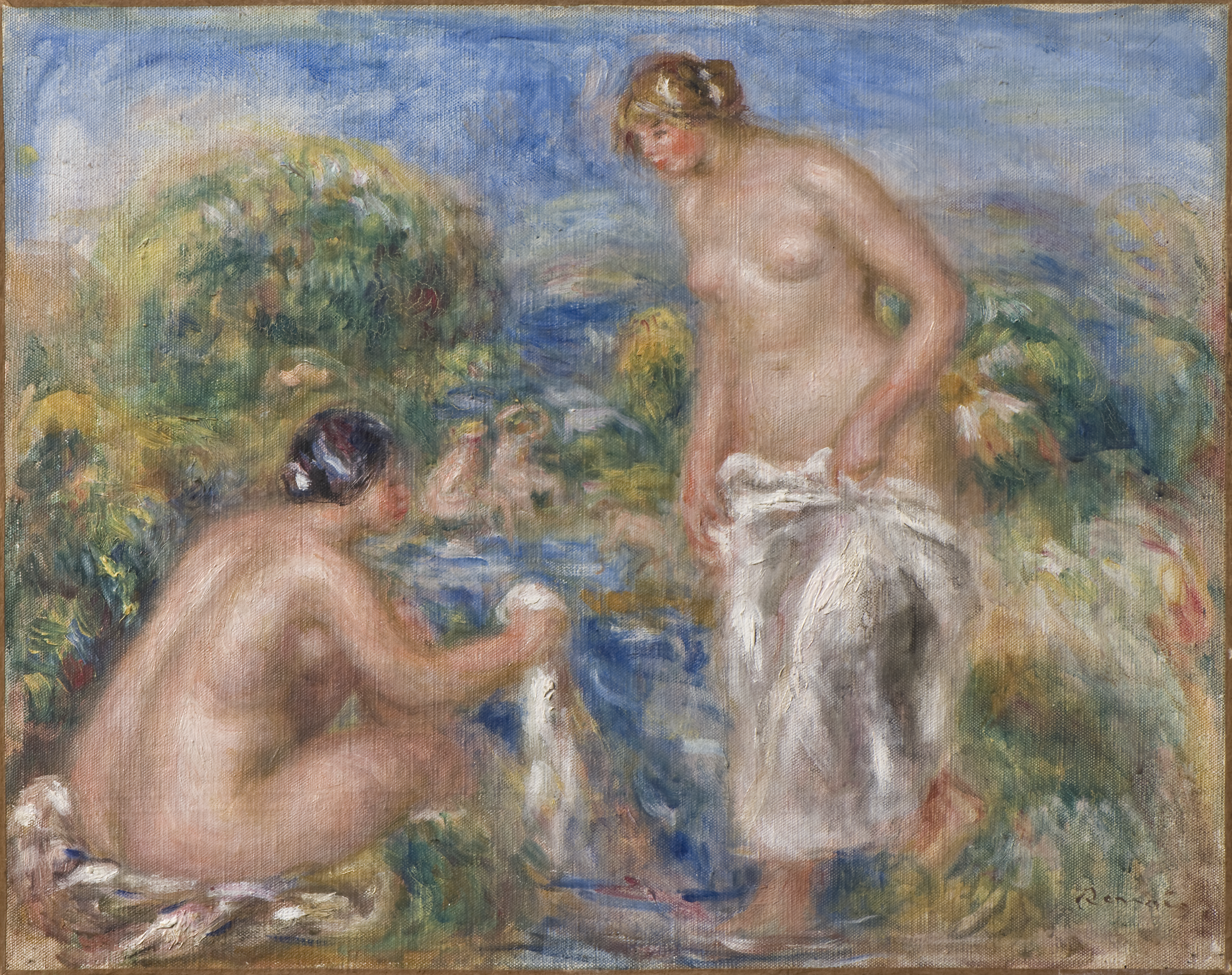
Koupající se ženy
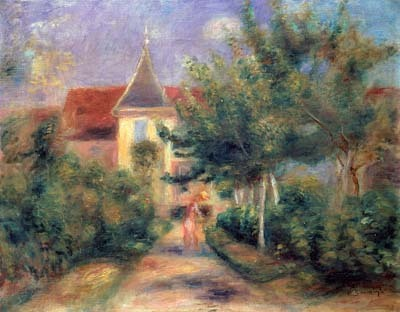
Renoirův dům v Essoyes (1906)
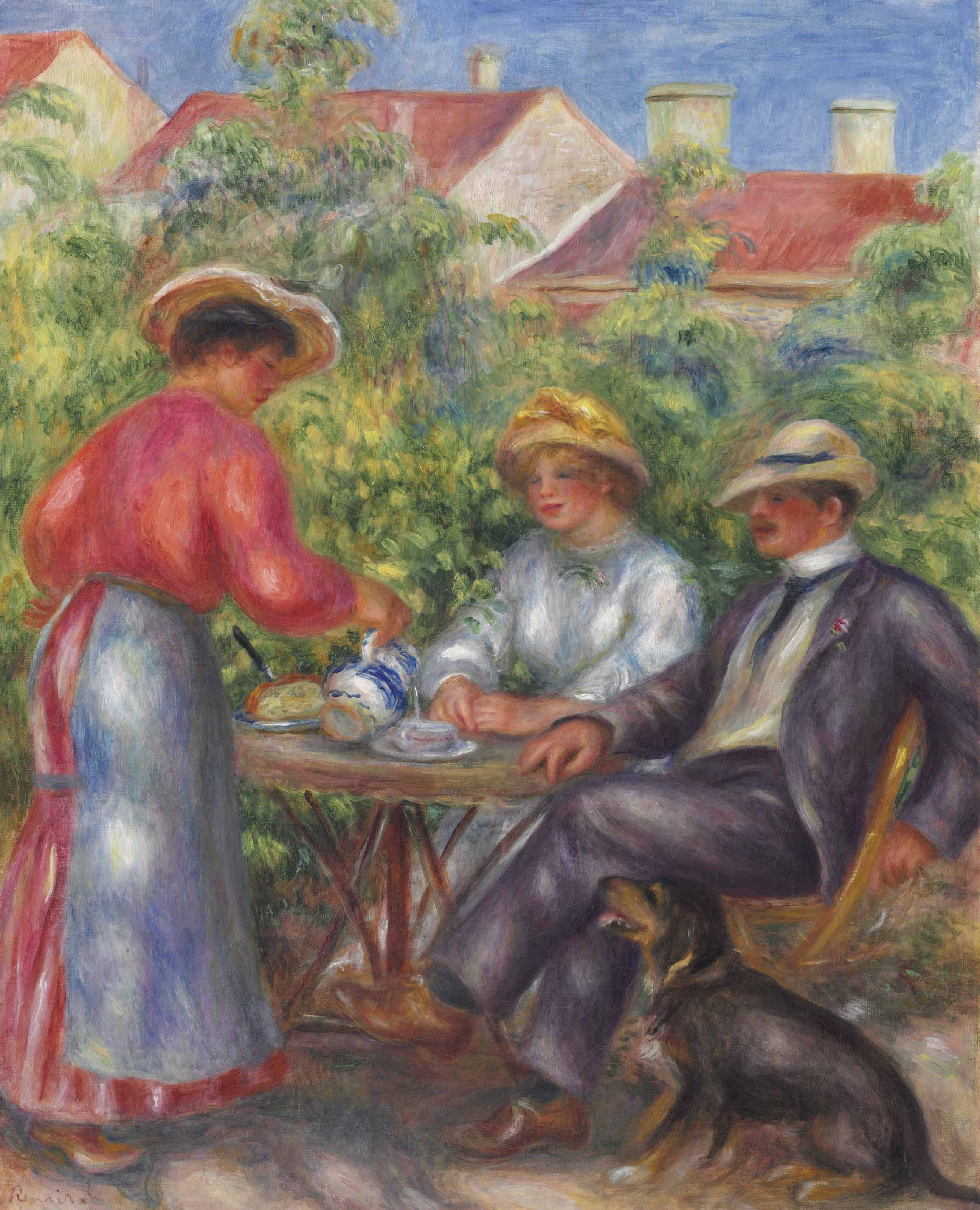
Šálek čaje v zahradě (Essoyes, 1906-1907)
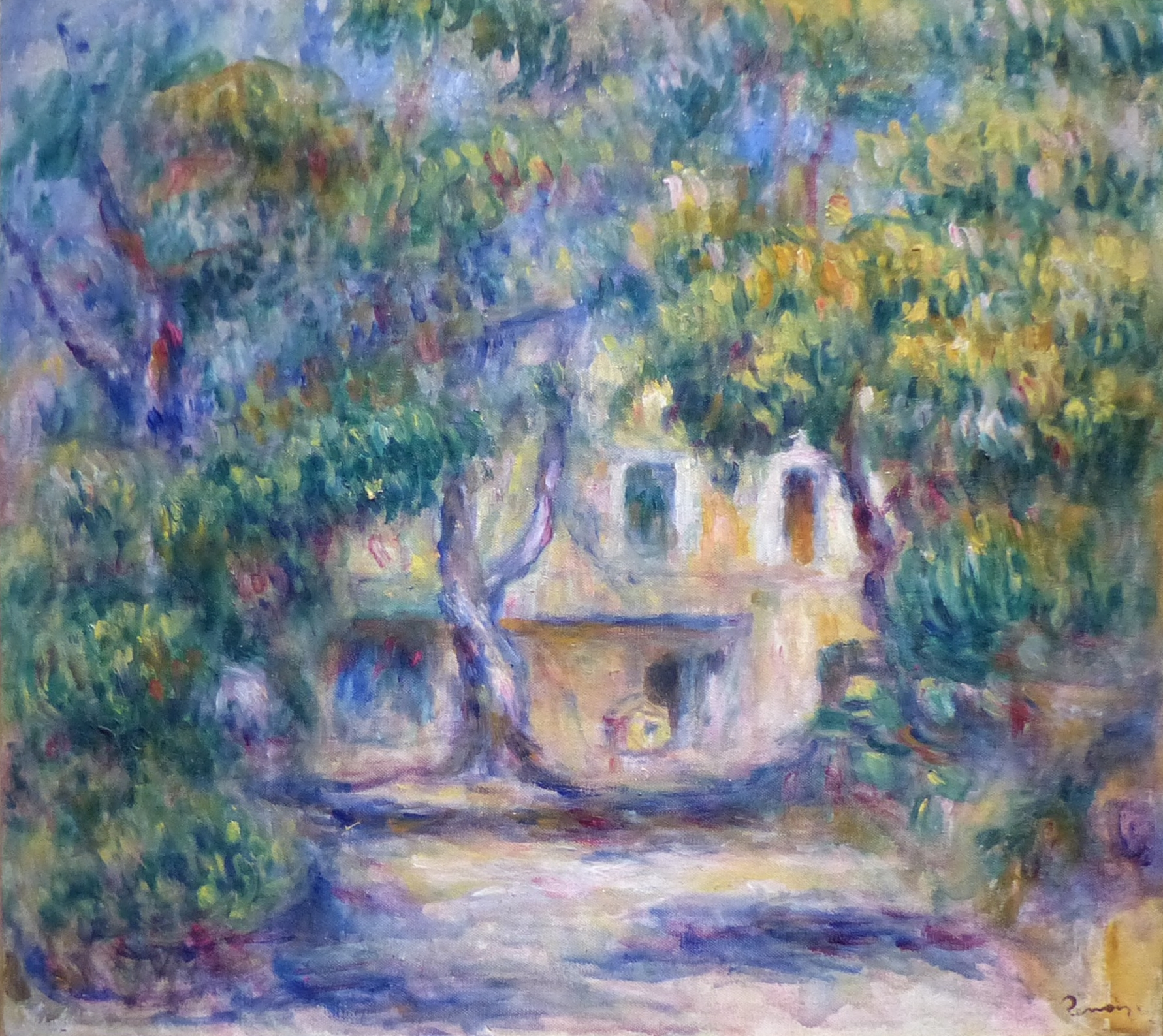
Renoirův dům Le Collettes v Cagnes-sur-Mer
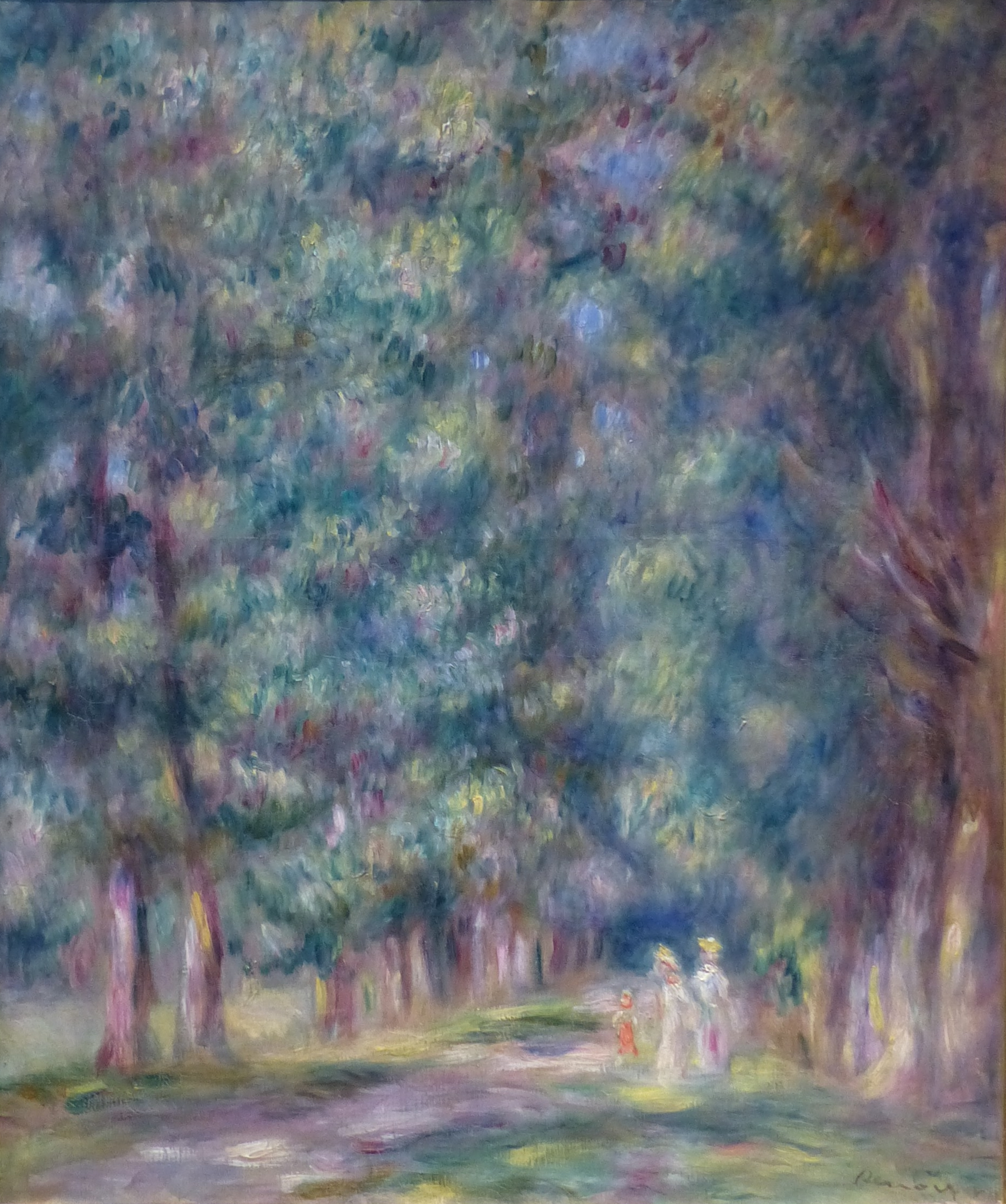
Vycházka v Cagne-sur-Mer

V roce 2012 byl natočen francouzský životopisný film Renoir ze sklonku života Augusta Renoira.